# Partido Democrático (Quênia)
O Partido Democrático é um partido político conservador do Quênia. 